# Ladder match

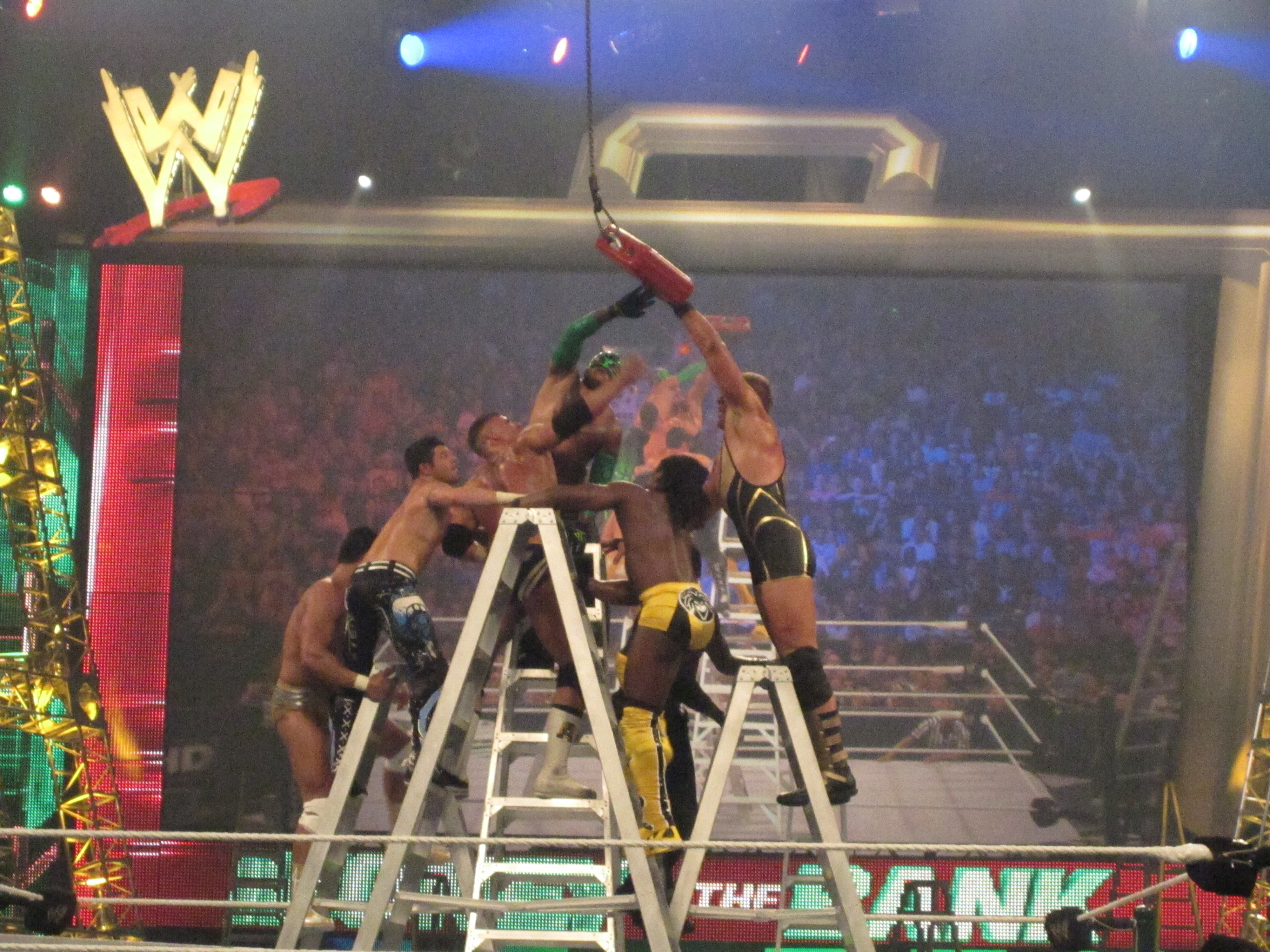
Money in the Bank Ladder match na gali Money in the Bank (2011).

Ladder match – rodzaj walki w wrestlingu. Może brać w nim udział dowolna liczba zawodników. Jedynym sposobem na wygraną w tym rodzaju walki jest ściągnięcie zawieszonego nad ringiem przedmiotu przy użyciu drabiny (często jest to pas mistrzowski lub kontrakt na walkę o mistrzostwo). Drabina może też być wykorzystywana jako broń.
W niektórych walkach, aby wygrać, należy ściągnąć zawieszony przedmiot, a następnie uderzyć nim jednego z przeciwników.
Wariacjami Ladder matchu są Money in the Bank Ladder match oraz TLC match.

## Historia
Za twórcę Ladder matchu uważa się Dana Kroffata z kanadyjskiej federacji Stampede Wrestling, jak również brytyjskiego wrestlera Kenda Nagasakiego. Pierwszy w historii Ladder match odbył się we wrześniu 1972, zawalczyli w nim zawodnicy Stampede Wrestling – Dan Kroffat oraz Tor Kamata. Zadaniem uczestników starcia było ściągnięcie zawieszonego nad ringiem pliku pieniędzy. W 1987, Kendo Nagasaki i Clive Myers wzięli udział w „Disco Challenge” Ladder matchu; ich celem było ściągnięcie złotej płyty winylowej.
W lipcu 1983 w Ladder matchu zmierzyli się Bret Hart i Bad News Allen. W 1984, Hart rozpoczął pracę w World Wrestling Federation i przedstawił typ pojedynku promotorowi Vince’owi McMahonowi.
Pierwszy Ladder match w WWF odbył się 21 lipca 1992; jego uczestnikami byli Bret Hart oraz Shawn Michaels, a starcie toczyło się o WWF Intercontinental Championship. Pojedynek został nagrany, lecz opublikowano go dopiero w 2011.

## Warianty
- Tables, Ladders and Chairs (TLC) match – Odmiana ladder matchu, w której liczne stoły i krzesła są rozmieszczone wokół ringu w celu łatwego dostępu i mogą być używane jako dodatkowa broń (i zachęca się do ich używania).
- Money in the Bank ladder match – Używany wyłącznie w WWE; ladder match, w którym wielu zawodników próbuje wspiąć się po drabinie, aby uzyskać kontrakt na przyszłą walkę tytuł mistrzowski w ciągu najbliższych 12 miesięcy. Pretendent wybiera czas i miejsce. Walka odbywała się na każdej WrestleManii od WrestleManii 21 do WrestleManii XXVI, po czym został przeniesiony do corocznego pay-per-view Money in the Bank.